# Shihtienfenia
Shihtienfenia è un genere di rettili estinti, appartenenti ai pareiasauri. Visse nel Permiano medio - superiore (circa 262 - 258 milioni di anni fa) e i suoi resti fossili sono stati ritrovati in Cina.

## Descrizione
Questo animale era di grandi dimensioni e si suppone potesse raggiungere una lunghezza di circa 3 metri. Il corpo doveva essere massiccio, ricoperto da numerose ossificazioni immerse nella pelle (osteodermi) e sorretto da quattro arti corti e potenti. Un cranio completo, appartenente alla specie Shihtienfenia completus, mostra che questo animale assomigliava al ben più piccolo Elgina per la presenza di protuberanze ossee sulle ossa craniche che terminavano in lunghe corna appuntite, per l'ornamentazione della regione guanciale caratterizzata da corna coniche prominenti, per un corno sopratemporale che si proiettava posterolateralmente dall'angolo del tetto cranico, per un parabasisfenoide con un solco mediano ventrale e per ossa tabulari allargate in contatto l'una con l'altra medialmente (che in questo modo escludevano i postparietali dal margine posteriore del tetto cranico). I denti mascellari erano dotati di corone a forma di ventaglio, ed erano presenti tra le 9 e le 11 cuspidi. Era inoltre presente una piccola protuberanza sul processo mascellare anterodorsale dietro le narici. queste ultime due caratteristiche si riscontrano in un altro pareiasauro cinese poco noto, Sanchuansaurus. A differenza di quest'ultimo, tuttavia, Shihtienfenia possedeva due uscite per il canale infraorbitale sulla superficie laterale molto vicine e abbassate. Come il poco noto Huanghesaurus, anche Shihtienfenia possedeva il margine ventrale della mandibola quasi dritto, e l'angolare era dotato di una protuberanza verso la parte posteriore; i denti della mandibola possedevano solitamente 17 cuspidi. 
Lo scheletro postcranico di Shihtienfenia era insolito per la presenza di 6 (anziché 4) vertebre sacrali; il margine superiore dell'ilio era piatto, come in Pareiasaurus. La scapola era caratterizzata da un'espansione arrotondata lungo il margine anteriore, e l'acromion era costituito da una flangia semicircolare dal margine liscio (Lee, 1997).

## Classificazione
Shihtienfenia era un membro dei pareiasauri, un gruppo di rettili arcaici appartenenti ai Parareptilia solitamente di grandi dimensioni e dal pesante corpo corazzato. Shihtienfenia, secondo le analisi più recenti, potrebbe essere stato un membro della famiglia Elginiidae, comprendente anche pareiasauri di piccole dimensioni, e affine ai generi poco noti Sanchuansaurus e Huanghesaurus (Wang e Liu, 2019).
Shihtienfenia venne descritto per la prima volta nel 1963 da Young e Yeh, sulla base di fossili incompleti ritrovati nello Shansi. La specie tipo è Shihtienfenia permica, rinvenuta in seguito anche nello Henan. Un'altra specie, S. completus, è nota per fossili ritrovati nella formazione Sunjiagou, in Cina. 